# Scooters (banda)
Scooters es un grupo español de power pop formado en 1982 por Júlio Llopis "Bolo" (guitarra y voz), Juan José Albiñana "Woody" (bajo y coros), Pepe Gregorio (guitarra) y José Lorenzo "Cipri" (batería). La banda fue un referente dentro de la escena musical de los 80 y del power-pop en Valencia.

## Historia
El grupo se crea en 1982 en el barrio valenciano de Patraix con cuatro amigos que coinciden musicalmente en sus gustos por grupos como The Jam, The Who, el Rhythm and blues, etc. El grupo hace gala desde el principio de unos potentes y divertidos directos de power pop, estilo con el que siempre se identificarian. Desde sus primeros conciertos son acompañados por los mods de la escena valenciana, siendo considerados la banda mod por excelencia de Valencia.
En 1986 ganaron el concurso "Pop-Rock 86" organizado por la Diputación de Valencia cuyas actuaciones tenían lugar en la plaza de toros de Valencia. Posteriormente la Diputación editó un disco con todas las bandas que se clasificaron para la fase final del concurso, en el cual aparecía en primer lugar una de sus canciones más conocidas, "Generación 80", un potente tema de power pop con una ácida crítica de la realidad a la que se enfrentaba la gente joven en aquel momento.
A partir de ese momento, el número de conciertos se incrementa actuando de teloneros de grupos españoles como Pistones, El último de la fila, Siniestro Total, Los Enemigos, Los Flechazos, etc.
En 1987 editan un sencillo con la discográfica valenciana "Utopía Batusi", que editaría a otros grupos valencianos de la época como "Mak y los Desertores", etc. Fue grabado en Sonoestudi y tuvo una edición limitada de 500 copias. En la cara A aparecería el tema "Toma Anfetas", una trepidante versión ska del grupo The Selecter y la cara B "Chile", un tema propio crítico con la situación del país latinoamericano, en aquel entonces bajo la dictadura de Pinochet. En la grabación del sencillo se producen varios cambios en la banda: Guillermo Fuster "Willy" pasa a ocuparse de la guitarra y la batería pasa a Vicente Vila "Metralla".
La banda aparece en un programa de televisión de RTVE a nivel nacional "Cajón Desastre", espacio infantil presentado por Miriam Díaz Aroca. La televisión pública valenciana Canal Nou también les incluye en un reportaje gracias a la mediación de Juan Morcillo (Morcillo El Bellaco y los Rítmicos), con el cual la banda tendría una dilatada amistad.
Posteriormente, la formación se cambia el nombre a "Frenéticos", dado que existe un grupo en San Sebastián con el nombre de "Los Scooters" y que ya lo tenían registrado. Poco después la banda se separaría.
En 1992 Júlio Llopis "Bolo" se une a Los Básicos y ganan el "Circuito Rock de la Comunidad Valenciana". En 1993 la formación se reinventa con el nombre de "Los Nerviosos" con Júlio Llopis "Bolo", Juan José Albiñana "Woody" y Vicente Vila "Metralla" y continuaran actuando durante varios años más dentro de los escenarios valencianos, hasta su disolución.
En 2007 la banda se reúne y se reactiva con su formación completa y con el nombre tradicional de Scooters para actuar en la "I edición del Festival de Pop-Rock del Turia (Festur)" celebrada en la sala Matisse de Valencia. En 2008 la discográfica valenciana "Turia Records" reedita el sencillo original de la banda que apareció en 1987. También en 2008 aparece su tema "Tiempos lejanos" en el recopilatorio del programa radiofónico "Club de Amigos del Crimen" de la emisora independiente Radio Funny con el título "Esto es Valencia, ¿acaso no lo eres tú?".
En 2010 actúan en el tercer aniversario de Discos Monterrey, en Valencia. Vuelven a participar en la edición de Festur de 2012 en la sala valenciana "La Edad de Oro", siendo teloneros de otra mítica banda valenciana de los 80, Sade. El 27 de septiembre de 2014 tocan en la sala Club 76, en Valencia. El 26 de septiembre de 2015 actúan junto a los británicos The Lambrettas en la sala "16 Toneladas" de Valencia, organizada para el 10º aniversario del Valencia Scooter Club. En octubre de 2016 fallece Júlio Llopis "Bolo", líder de la banda.
El 24 de febrero de 2018 se realiza un concierto-homenaje a su líder, Júlio Llopis "Bolo", en la sala "16 Toneladas" con el nombre de "Con B de Bolo" en el que se reúne toda la banda además de actuar "Los Rítmicos", la mítica banda castellonense que acompañaba a "Morcillo El Bellaco".
En 2018 la discográfica castellonense "Lemon Songs" saca el CD "Tiempos Lejanos" que recopila buena parte de su carrera musical. En él se incluyen las antiguas grabaciones originales así como versiones actuales de las mismas y temas que compusieron bajo los nombres de "Los Frenéticos", "Los Nerviosos" o "Los Básicos". El trabajo discográfico afortunadamente fue grabado en estudio en noviembre de 2015, con anterioridad al fallecimiento de Júlio Llopis "Bolo", ya que el proyecto de sacar un trabajo que recopilase la trayectoria del grupo en realidad estaba ya bastante avanzado.

## Discografía
- VVAA: La Moguda Valenciana de la Dipu. Pop-Rock'86. Diputació de Valencia. Sono-Disc, (1986).
- "Toma Anfetas" (single). Utopía Batusi, (1987).
- "Toma Anfetas" (reedición). Turia Records (2008).
- VVAA: "Esto es Valencia, ¿acaso no lo eres tú?" (CD). Recopilatorio del programa "Club de Amigos del Crimen" de Radio Funny. Saimel Ediciones, (2008).
- "Tiempos Lejanos" (CD). Lemon Songs, (2018).

## Enlaces
- Discografía de Scooters en "Nueva Ola 80"
- "Nos deja Júlio Llopis “Bolo” de los Scooters valencianos" de "Magic Pop"

- Datos: Q56489499